# Ангел Тодоров (актьор)
Вижте пояснителната страница за други личности с името Ангел Тодоров.
Ангел Тодоров е български актьор.
Роден на 27 август 1897 г. във Варна като седмото дете в семейството на известния търговец Тодор Симеонов. Почива на 8 март 1984.
Театралната си дейност започва в София, но след като Стоян Бъчваров го поканва в току-що формирания от него Варненски Общински Театър, той веднага се връща в родния си град.
По време на Втората Световна Война следват години, прекарани в други постоянни (Силистра, Добрич, Шумен и др.) и пътуващи трупи.
През 1937 г. Ангел Тодоров сключва брак с популярната варненски актриса Веса Гачева, от който им се раждат дъщеря Росана (1938) и син Тодор (1947).
След войната семейството се установява окончателно във Варна. Там Веса Гачева и Ангел Тодоров играят до излизането им в пенсия.